# District rural d'Epsom
Epsom est un district rural du Surrey qui a existé de 1894 à 1933.

## Histoire
Il est créé en 1894 et couvre la superficie du district sanitaire rural d'Epsom, c'est-à-dire les paroisses d'Ashtead, Banstead, Cheam, Chessington, Cobham, Cuddington, Ewell, Fetcham (en), Great Bookham,  Headley, Little Bookham (en) et Stoke d'Abernon (en). La paroisse de Woodmansterne (en) est ajoutée au district rural de Croydon en 1915, tandis que Cheam devient une partie du district urbain de Sutton and Cheam en 1918.
Le district rural est aboli en 1933, en vertu de la loi de 1929 sur le gouvernement local. Il est divisé entre les districts urbains de Banstead, Carshalton, Dorking, Epsom and Ewell, Esher, Leatherhead, Surbiton et Sutton and Cheam, et le district rural de Dorking et Horley.